# Stiphroneura inclusa
Stiphroneura inclusa är en insektsart som först beskrevs av Walker 1853.  Stiphroneura inclusa ingår i släktet Stiphroneura och familjen myrlejonsländor. Inga underarter finns listade i Catalogue of Life.